# Grande réderie d'Amiens
La Grande réderie d’Amiens (Vide-greniers, Brocante) est une manifestation populaire qui se déroule deux fois par an à Amiens (France), au printemps (le dernier dimanche d'avril) et à l'automne (le premier dimanche d'octobre). Après la Braderie de Lille, la réderie d'Amiens est le deuxième plus important événement du genre en France. Elle accueille plus de 2 000 exposants professionnels et particuliers ainsi qu'environ 80 000 visiteurs à chaque édition.

## Histoire
Amiens connaissait déjà des réderies avant la Première Guerre mondiale, comme en témoignent plusieurs cartes postales anciennes représentant "le marché à réderies" ou "le marché aux réderies".  
Par ailleurs, un arrêté municipal de la ville d’Amiens en date du 16 juin 1814  mentionne déjà les «marchands brocanteurs exposant haillons, bouquins et autres marchandises de cette espèce». Quant au mot réderie, il apparaît dans un autre arrêté municipal d'Amiens, en date du 10 avril 1888, qui mentionne un «marché dit à la Réderie qui consiste en la mise en vente de vieux objets, tels que ferraille, meubles, livres, etc., d’oiseaux et de lapins pour amateurs». 
La réderie d'Amiens disparut ensuite après guerre pour renaître en octobre 1963 sous les auspices de l'association des commerçants du quartier des Halles d'Amiens alors présidée par le libraire Lionel Martelle,. Ainsi, c'est dans les années 1960 qu'elle devint réellement une institution. La réderie d'Amiens n'avait alors lieu qu'une fois par an (en octobre), dans le quartier des Halles et il s'y tenait à cette occasion une course de cochons si bien qu'elle était connue des Amiénois sous le nom de "Foire aux cochons". Depuis 1981, une seconde réderie est organisée au printemps. 
Depuis 2009, la réderie d'Amiens s'est étendue aux rues piétonnes du centre-ville : en plus de la réderie historique (plus de 2000 exposants) organisée par l'Association des Commerçants du Quartier des Halles dans le secteur du beffroi, une seconde réderie (plus de 600 exposants) est organisée le même jour dans le secteur de la rue des Trois-Cailloux, sous l'égide de la Fédération des Associations de Commerçants d'Amiens,. 

## Origine du motréderie
Le mot réderie est à l'origine un mot picard qui désigne un engouement pour certaines choses, une manie de collectionner certains objets, ou encore l'objet collectionné lui-même. Il est lié à l'ancien français rederie, qui signifie rêverie, déraison, entêtement ou encore folie, délire extravagance. Le verbe picard réder signifie d'ailleurs être amateur de, faire collection de.